# Сегрия
Сегрия (кат. Segrià) — район (комарка) в Испании, входит в провинцию Льейда в составе автономного сообщества Каталония.

## Муниципалитеты
1. Айтона
2. Эльс-Аламус
3. Альбатаррек
4. Алькано
5. Алькаррас
6. Альколедже
7. Альфаррас
8. Альфес
9. Альгвайре
10. Альмасельяс
11. Альматрет
12. Альменар
13. Альпикат
14. Артеса-де-Льейда
15. Аспа
16. Бенавен-де-Сегрия
17. Корбинс
18. Жименельс-и-эль-Пла-де-ла-Фон
19. Ла-Гранжа-де-Эскарп
20. Льярдеканс
21. Льейда
22. Маяльс
23. Масалькореч
24. Монтолиу-де-Льейда
25. Портелья
26. Пучверд-де-Льейда
27. Россельо (Льейда)
28. Саррока-де-Льейда
29. Серос
30. Сосес
31. Суданель
32. Суньер
33. Торребессес
34. Торрефаррера
35. Торрес-де-Сегре
36. Торре-серона
37. Виланова-де-ла-Барка
38. Виланова-де-Сегрия